# Giovanni da Nola

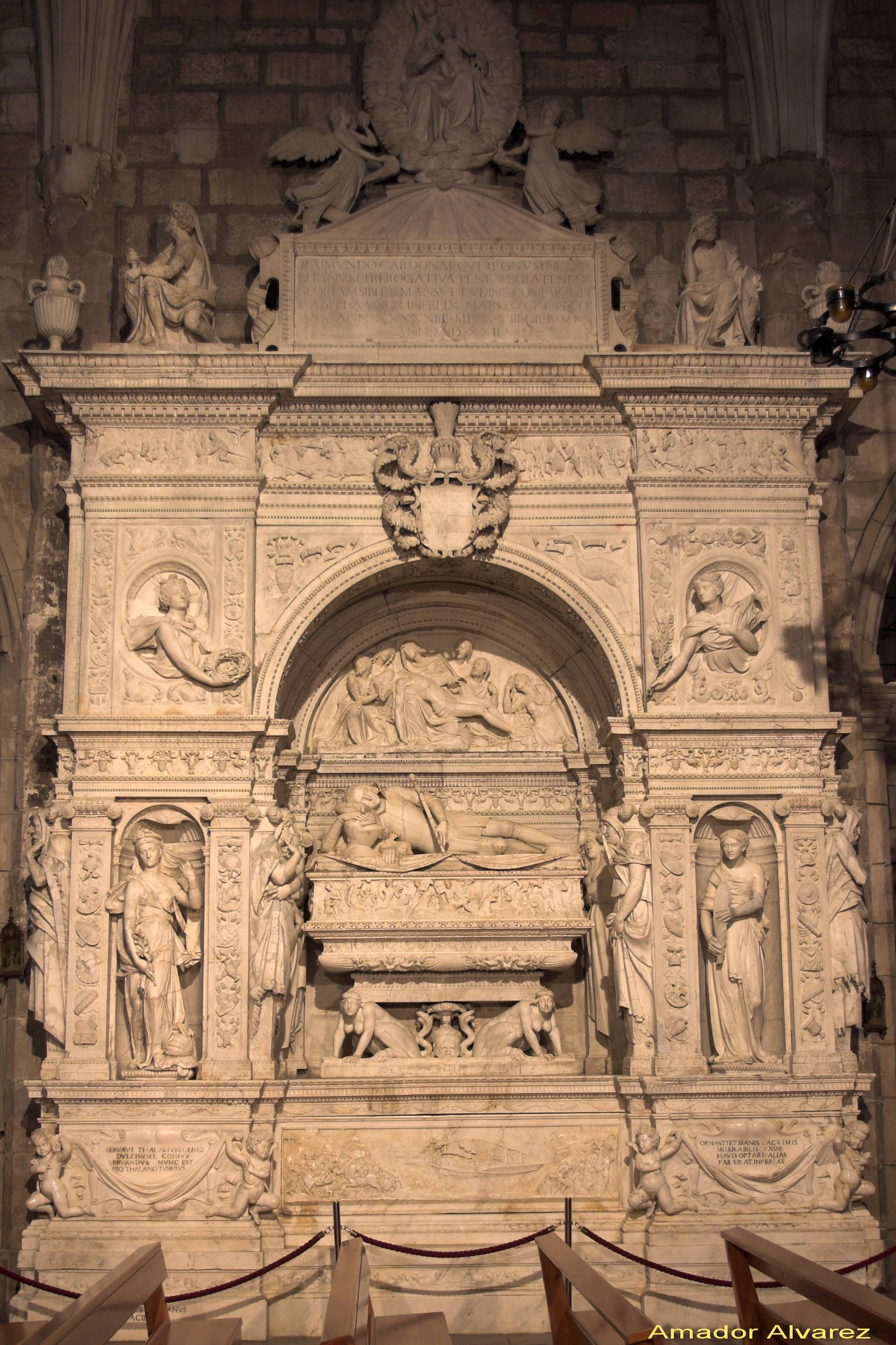
Sepulcro de Ramón Folc de Cardona.

Giovanni da Nola (Nola, 1488-Nápoles, 1558), conocido también como Giovanni Merliano, fue un escultor y arquitecto italiano que trabajó durante el siglo XVI, especialmente en Nápoles.

## Biografía
Hijo de Giuseppe y Eleonora Cortese, se trasladó a Nápoles donde trabajó al lado de Pietro Belverte. Junto a su maestro trabajó en la portalada de la Basilica della Santissima Annunziata en Florencia. Tras pasar un breve período de tiempo en Roma regresó a Nápoles donde trabajó más como escultor que como arquitecto. Sus principales obras se conservan en las iglesias de Nápoles.
Estuvo influido por la obra de Benedetto da Maiano así como por la de Jacopo Sansovino.
Su obra fue muy influyente en España, a través del sepulcro que realizó para Ramón Folc de Cardona-Anglesola (virrey de Nápoles desde 1510 hasta su muerte en 1522), que se labró en Nápoles y fue trasladado para su montaje en la localidad catalana de Bellpuig.